# Río Catatumbo
Der Río Catatumbo ist ein ca. 500 km langer Fluss in Kolumbien und Venezuela im Norden Südamerikas. 
Der Río Catatumbo entspringt in der kolumbianischen Ostkordillere am Cerro de las Jurisdicciones. Im Oberlauf trägt er den Namen Río Algodonal. Er durchfließt den  kolumbianischen Verwaltungsbezirk Departamento de Norte de Santander. Der Fluss fließt in nördlicher Richtung durch das Gebirge. Er fließt dabei östlich an der Großstadt Ocaña vorbei. Später wendet er sich nach Nordosten und schließlich nach Osten und erreicht das Tiefland. Er überquert die Grenze nach Venezuela und fließt durch den venezolanischen Bundesstaat Zulia, um dann in den Maracaibo-See zu münden. Bei Encontrados mündet der Río Zulia von rechts in den Fluss. Weitere wichtige Nebenflüsse des Río Catatumbo sind Río Chiquito, Río El Brandy und Río de Oro von links sowie Río El Tarra, Río Orú und Río Sardinata von rechts.
Der in Kolumbien gelegene Nationalpark Catatumbo Barí umfasst das Gebiet nordwestlich des Mittellaufs. 